# Jazz awangardowy
Jazz awangardowy (avant-jazz) – jeden z trzech głównych stylów muzyki jazzowej (inne to: jazz tradycyjny i jazz nowoczesny). Przez środowisko jazzowe nazywany po prostu awangardą.

## Geneza
Wyrósł na kanwie eksperymentów przeprowadzanych przez muzyków będących entuzjastami muzyki poważnej. W Polsce kreował się w latach sześćdziesiątych XX wieku. Powstał wtedy tzw. Trzeci nurt (z angielskiego tzw. Third Stream), który łączył w sobie elementy muzyki poważnej z najistotniejszymi elementami jazzu, zwłaszcza free jazzu. W związku z tym jazz awangardowy jest zwykle kojarzony z free jazzem, nieraz traktowany jako synonimy.

## Charakterystyka stylu
Cechy stylu awangardowego to zarówno jazzowa improwizacja, jak i powaga oraz klasycyzm. Jazz awangardowy ponadto wyróżnia się nietypowym użyciem instrumentów, jak np. przeciąganie szczotką ryżową po strunach gitary.

## Przedstawiciele polskiego nurtu jazzu awangardowego[2]
- Tomasz Stańko
- Janusz Muniak
- Zbigniew Seifert
- Aleksander Korecki
- Andrzej Bieżan
- Andrzej Przybielski
- Czesław Gładkowski
- Helmut Nadolski
- Jan Fryderyk Dobrowolski
- Krzysztof Zgraja
- Marianna Wróblewska
- Michał Zduniak
- Władysław Jagiełło
- Włodzimierz Kiniorski
- Wojciech Konikiewicz
- Formacja Muzyki Współczesnej
- Koncert Figur Niemożliwych
- Sesja 72
- Studio Jazzowe Polskiego Radia
- Teatr Instrumentalny